# Dražen Kovačević
Dražen Kovačević (Zagabria, 20 ottobre 1974) è un fumettista e illustratore serbo.
Fra i suoi lavori principali si possono citare "La Roue" (sceneggiatore Goran Skrobonja), "La Meute de l'enfer", (sceneggiatore Philippe Thirault), "L'Épée de Feu" (sceneggiatore Sylvain Cordurié), e "Walkyrie" (sceneggiatore Cordurié).